# Archaeornithomimus
Archaeornithomimus är ett släkte av ornithomimosaurier från yngre krita (turon- till campan, mellan 94 och 71 miljoner år sedan) i det som idag är Uzbekistan och Kina och är därmed den äldsta av alla Ornithomimider.
Vissa forskare föreslår att det inte finns bevis nog för att kunna klassificera Archaeornithomimus inom Ornithomimidae eller Ornithomimosauria.

## Etymologi
Dinosauriens namn kommer från grekiskans ἀρχαῖος/archaios som betyder 'urgammal', οργιθο/ornitho som betyder 'fågel' samt μιμος/mimos som betyder 'härmare'. Det hänvisar till att Archaeornithomimus var äldre än den berömda ornithomimiden Ornithomimus.

## Levnadssätt
Så som en del andra ornithomimosaurier var Archaeornithomimus antagligen en utpräglad allätare som åt allt från små däggdjur, växtdelar och frukter till ägg och nykläckta kräldjur.

## Morfologi
Archaeornithomimus liknade både Struthiomimus och Gallimimus men levde 30 miljoner år innan dessa dinosaurier fanns. Den var 3 till 4 meter lång, 1,8 meter hög och vägde upp till 90 kg.
Archaeornithomimus hade raka klor på "fingrarna" och böjda klor på "tårna", precis som Ornithomimus. Till skillnad från andra ornithomimider hade Archaeornithomimus , ett fjärde kortare finger, och benen i "händerna" var mycket kortare. Detta har lett till en debatt om huruvida Archaeornithomimus var en äkta ornithomimid eller om den tillhörde en ny grupp theropoda dinosaurier.

## Beskrivning och arter
Typarten, A. asiaticus, beskrevs av Charles W Gilmore år 1933, men beskrevs om år 1972 av Dale Russell. Holotypen består av delar av handen, foten och ryggkotor samt material av extremiteterna. Den levde mellan turon- och campan, 94 till 71 miljoner år sedan och hittades i Iren Dabasu-formationen i Nei Mongol Zizhiqu, Kina.
Den andra arten, A. bissektensis, beskrevs av Nessov år 1995 och förvaras på det geologiska museet i St Petersburg. Det består av höger lår samt en del av höftbenet. Den hittades i Bissektformationen (Bissektiyskaya Svita) i Dzhira-Khuduk, Uzbekistan och levde under yngre coniac (86 miljoner år sedan).